# Катастрофа Ту-154 под Норильском
Катастрофа Ту-154 под Норильском (также известная как Катастрофа Шилака) — крупная авиационная катастрофа, произошедшая в понедельник 16 ноября 1981 года в аэропорту Алыкель. Авиалайнер Ту-154Б-2 авиакомпании «Аэрофлот» выполнял внутренний рейс SU-3603 по маршруту Красноярск—Норильск и заходил на посадку, когда, уже находясь на глиссаде, потерял высоту и приземлился на поле в 472 метрах от ВПП, после чего врезался в насыпь курсового радиомаяка и разрушился. Из находившихся на его борту 167 человек (160 пассажиров и 7 членов экипажа) погибли 99.

## Самолёт
Ту-154Б-2 (регистрационный номер СССР-85480, заводской 81А480, серийный 0480) был выпущен Куйбышевским авиационным заводом (КуАПО) 24 марта 1981 года, то есть был совсем новым. Его передали МГА СССР, которое 1 апреля того же года направило его в 1-й Красноярский авиаотряд Красноярского управления гражданской авиации авиакомпании «Аэрофлот». Оснащён тремя турбовентиляторными двигателями НК-8-2У производства КМПО. На день катастрофы совершил 697 циклов «взлёт-посадка» и налетал 1889 часов.

## Экипаж и пассажиры
Самолётом управлял экипаж из 400-го лётного отряда (1-й Красноярский объединённый авиаотряд), его состав был таким:
- Командир воздушного судна (КВС) — Геннадий Николаевич Шилак.
- Второй пилот — Александр Иванович Алейников.
- Штурман — Андрей Владимирович Карелин.
- Бортинженер — Юрий Павлович Захаров.

В салоне самолёта работали трое бортпроводников:
- Геннадий Фёдорович Княжев — старший бортпроводник,
- Тамара Михайловна Абелева,
- Леонид Леонидович Басловяк.

На борту самолёта находились 160 пассажиров — 146 взрослых и 14 детей.

## Катастрофа
В 17:38 KRAT (13:38 MSK) рейс SU-3603 вылетел из аэропорта Красноярск-Северный.
Когда самолёт подходил к Норильску, на небе были разорвано-слоистые облака с просветами и нижней границей 120 метров при верхней 300-400 метров, над землёй стояла дымка, а видимость составляла 1200 метров. Перед снижением экипаж провёл предпосадочную подготовку в полном объёме, а также командир предупредил, что заход на посадку будет осуществлять он сам с включённым автоматом тяги в связи с необходимостью тренировки второго пилота. В ходе тренировки экипаж ошибочно рассчитал, что посадочный вес самолёта будет 78 тонн при центровке 20,5% САХ, но не учёл, что выход из зоны Красноярска, а также заход на посадку в Норильске осуществлялись по укороченным вариантам, что давало экономию в топливе в общей сложности на 2300 килограммов, то есть примерно на столько самолёт был перегружен, что требовало увеличения посадочной скорости на 5 км/ч.
На высоте 600 метров и при скорости 400 км/ч был включен автомат тяги, а на траверзе ДПРМ экипаж выставил задатчиком тяги скорость 370 км/ч и выпустил шасси. Третий разворот рейс 3603 совершил в 19 километрах от аэропорта Алыкель, после чего авиадиспетчер дал указание снизиться до 500 метров. На данной высоте пилоты снизили скорость до 300 км/ч и выпустили закрылки на 28°. Совершив четвёртый разворот, экипаж включил автоматическую стабилизацию самолёта по продольному и боковому каналам, а механизм триммирования был установлен в крайнее переднее положение, то есть «на себя». Лайнер заходил на посадку по магнитному курсу 192°. До ВПП оставалось 12 километров, когда скорость была снижена до 280 км/ч, а затем начался выпуск закрылков до посадочного положения — 45°. Выпуск закрылков был завершён за 10 километров до ВПП, при этом стабилизатор был установлен на угол −5,5°. Фактическая высота полёта была в тот момент не 500, а 435 метров, так как экипаж не учёл температурную поправку (tнар=−21°С), из-за чего авиалайнер вошёл в посадочную глиссаду лишь в 8,8 километрах от торца ВПП (вместо 10,4 километров).
Через несколько секунд после пересечения расчётной посадочной глиссады КВС дал указание установить на автомате тяги скорость 265 км/ч. Эта скорость соответствовала стандартной посадочной массе самолёта 78 тонн, но в данном же случае был перегруз на две с лишним тонны, что требовало посадочной скорости 270 км/ч.
Когда рейс 3603 вошёл в посадочную глиссаду, его вертикальная скорость сперва возросла на 6—7 м/сек, а затем снизилась до 4 м/сек. При этом на удалении 6 километров от торца ВПП самолёт находился на глиссаде, но из-за слабого попутного ветра и снижения вертикальной скорости до 3 м/сек прошёл ДПРМ на 18 метров выше глиссады. Экипаж отклонил нос самолёта вниз, что увеличило вертикальную скорость до 5 м/сек, а также поступательную до 275 км/ч, в связи с чем автомат тяги уменьшил режим работы двигателей почти до малого газа и сохранял его таким около 15 секунд. Когда до полосы оставалось 2 километра, лайнер, летя со скоростью 273 км/ч и снижаясь с вертикальной скоростью 5 м/сек, находился на высоте 120 метров, то есть на 10 метров выше глиссады. Его руль высоты был в балансировочном положении (−14°), когда командир отклонил руль до −21°, чтобы плавно увеличить вертикальную скорость и плавно войти в глиссаду. Но при отклонении руля высоты более чем на 20° он теряет свою эффективность, а в сочетании с режимом работы двигателей на режиме, близком к малому газу, и при снизившейся до 265 км/ч поступательной скорости необходимая перегрузка не возникла.
Высоту 90 метров авиалайнер прошёл со скоростью 261 км/ч в посадочной конфигурации и посадочном положении, когда авиадиспетчер доложил: Правее 10, на глиссаде. Вскоре авиадиспетчер передал экипажу: Резко не снижайтесь, но ещё до его команды командир увидел, что вертикальная скорость возросла до 7 м/сек, а самолёт всё больше опускается ниже глиссады, в связи с чем взял штурвал полностью на себя, то есть отклонив руль высоты до упора вверх и ожидая, что самолёт приподнимет нос и снизит вертикальную скорость. Но из-за низкой скорости лайнер не отреагировал на это действие, а через 4 секунды сработал сигнал опасного сближения с землёй. Высота полёта составляла 30 метров относительно аэродрома и 55 метров относительно нижележащей местности, когда находящийся в «взвинченном» состоянии командир перевёл РУДы на взлётный режим, но не стал убирать шасси.
Через 6 секунд в 19:37 KRAT (15:37 MSK) снижавшийся по курсу 189—190° и с вертикальной скоростью 4—5 м/сек рейс SU-3603 на приборной скорости 275 км/ч приземлился на заснеженное поле в 472 метрах от торца ВПП и в 22,5 метрах левее её оси почти сразу на все три стойки шасси. Из-за высокой скорости самолёт сразу сильно приподнял нос, при этом ударившись о землю хвостовой частью. Затем в 430 метрах от ВПП авиалайнер врезался в восьмиметровую насыпь курсового радиомаяка и полностью разрушился. Площадь разброса обломков имела размеры 300 на 70 метров, пожара на месте катастрофы не возникло.
На месте погибли 83 человека — 4 члена экипажа (КВС, второй пилот, штурман и старший бортпроводник Княжев) и 79 пассажиров. Позже в течение недели в больницах от ран скончались ещё 16 пассажиров, тем самым увеличив общее число жертв до 99. Выжившие 68 человек (65 пассажиров и 3 члена экипажа — бортинженер и бортпроводники Абелева и Басловяк) получили ранения различной степени тяжести.

## Расшифровка переговоров

### Сокращения
- КВС: Командир воздушного судна — Геннадий Николаевич Шилак
- 2П: Второй пилот — Александр Иванович Алейников
- ШТ: Штурман — Андрей Владимирович Карелин
- БИ: Бортинженер — Юрий Павлович Захаров
- Д: Авиадиспетчер
- Внеш. связь: переговоры с диспетчером

### Расшифровка
|                  |                                                                |
| Д                | Дальний привод, 480, на глиссаде, правее 20.                   |
| 2П (внеш. связь) | 480, понял.                                                    |
| Д                | Снижайтесь. Выше глиссады, 480. Удаление 3, правее 10.         |
| Д                | Выше глиссады 20 метров, 480, правее 10.                       |
| 2П (внеш. связь) | 480, понял.                                                    |
| Д                | Удаление 2, правее 20.                                         |
| Д                | Правее 10, на глиссаде.                                        |
| Д                | Резко не снижайтесь, ниже 10.                                  |
| ШТ               | Оценка-а-а!                                                    |
| КВС              | Держать по приборам.                                           |
| ШТ               | Решение!                                                       |
| Д                | Без снижения! Без снижения следуйте, 480, прекратите снижение! |
| 2П               | Пиздец!                                                        |
| КВС              | Всем взлётный!                                                 |
| БИ               | Взлётный.                                                      |
| Д                | На второй круг уходите!                                        |
| КВС              | Убрать шасси! Пиздец нам.                                      |

## Расследование
По мнению комиссии, у экипажа за 9 секунд до столкновения не было оснований прекращать заход на посадку, а отклонение руля высоты до упора на кабрирование было попыткой снизить вертикальную скорость и задержать самолёт на глиссаде. Лишь при скорости 261-263 км/ч, когда была потеряна продольная управляемость самолёта, а центровка была близка к передней, экипаж принял решение уходить на второй круг. Что до центровки самолёта, то после опросов диспетчеров по центровке и грузчиков красноярского аэропорта, а также бортпроводников, было определено, что она составляла при посадке 20,5—19% САХ, а по балансировочным характеристикам — 16—18% САХ.
По данным следственной комиссии, служба перевозок в аэропорту Красноярска допустила следующие нарушения:
- Номинальная загрузка рассчитывалась исходя из норматива массы одного взрослого пассажира и ребёнка 75 килограммов, а не 80 и 30 килограммов соответственно, вследствие чего фактический вес был больше указанного в перевозочных документах на 565 килограммов.
- Четырём пассажирам не выдавались талоны на бесплатную перевозку детей, из-за чего на борту оказались 6 неучтённых маленьких детей, тем самым повысив фактический вес относительно указанного в документах ещё на 120 килограммов.

### Конструктивные недостатки самолёта
Ещё при лётных испытаниях самолётов Ту-154Б в 1974—1975 годах выявилось значительное уменьшение запаса руля высоты, по сравнению с первым Ту-154 (борт СССР-85001), который прошёл государственные испытания. Это снижение составляло 4—6%, что соответствует смещению центровки вперед на 4—6% САХ, при этом никакого официального объяснения этого факта ОКБ Туполева не представило. По результатам испытаний ограничение передней центровки было изменено с 18 до 16,5% САХ, но это не компенсировало уменьшения запаса продольной управляемости и для безопасной эксплуатации было недостаточным.
Норильская авиакатастрофа привела к необходимости провести испытания, по результатам которых в ГосНИИ ГА было установлено, что минимальный уровень продольной управляемости на установленных режимах может быть обеспечен только при центровке 22% САХ и более или при центровке 20% САХ, но при условии увеличения скорости захода на посадку на 10 км/ч, по сравнению с рекомендованной в РЛЭ. Эти же испытания подтвердили резкое снижение эффективности руля высоты при его отклонении более чем на −20°, тогда как при полётах с центровками менее 20% САХ его балансировочное положение уже находится близко к зоне малой эффективности. При отклонении руля высоты более чем на 18° на пикирование или кабрирование самолёт реагировал на это медленно, особенно на кабрирование (взятие штурвала «на себя»).
Также испытания показали, что характеристики продольной управляемости самолёта сильно зависят от режима работы двигателей. При этом в кабине отсутствовал сигнализатор предельно допустимых отклонений руля высоты, а в РЛЭ были неправильные рекомендации по использованию широкой зоны (от −3° до −16°) на указателе положения стабилизатора (ИП-33), тем самым затрудняя экипажам определение критического положения руля в полёте. Чёткие рекомендации в РЛЭ по использованию прибора ИП-33 при выходе стрелки руля высоты за пределы широкой части зелёного сектора отсутствовали.
Несмотря на результаты лётных испытаний 1974—1975 и 1979 годов, при которых были выявлены конструктивные недостатки самолётов Ту-154Б, спешка с внедрением и началом эксплуатации новых моделей привела к тому, что в ОКБ Туполева не было принято никаких конструктивных мер по увеличению запаса продольной управляемости авиалайнера, а руководство ГосНИИ ГА попросту не проконтролировало этот момент.

### Заключение комиссии
Причиной катастрофы является потеря продольной управляемости самолёта на завершающем этапе захода на посадку вследствие:
- существенного снижения эффективности руля высоты при его отклонении «на себя» на углы более (−20°);
- перевода двигателей автоматом тяги на режим, близкий к малому газу;
- переднего эксплуатационного положения центровки самолёта;
- позднего распознавания экипажем аварийной ситуации и в связи с этим несвоевременным принятием решения об уходе на второй круг.— 